# 스파이 키드 3D: 게임 오버
《스파이 키드 3D: 게임 오버》(영어: Spy Kids 3-D: Game Over)는 2003년 개봉한 미국의 첩보 액션 코미디 영화이다. 로버트 로드리게스가 연출, 각본, 촬영, 편집, 음악, 제작을 맡았다. 《스파이 키드 2: 잃어버린 꿈들의 섬》(2002)의 속편이며, 스파이 키드 시리즈 세 번째 작품이다. 안토니오 반데라스, 칼라 구지노, 알렉사 베이가, 대릴 서바라, 리카르도 몬탈반, 홀랜드 테일러, 마이크 저지, 치치 매린, 실베스터 스탤론 등이 출연하였다. 글렌 파월의 첫 영화 출연작이다.
엇갈린 평가를 받았으나 스파이 키드 시리즈 가운데 가장 높은 박스 오피스 실적을 기록하였다.
후속작 《스파이 키드 4: 올 더 타임 인 더 월드》(2011)로 이어진다.

## 줄거리
전편으로부터 1년 뒤. OSS에서 은퇴한 주니는 사립 탐정으로 일하던 중 전 OSS 국장이며 현 대통령인 데블린으로부터 누나 카먼이 실종됐다는 소식을 듣는다.
OSS로 복귀한 주니는 카먼이 가상 현실 기반 비디오 게임 "게임 오버" 세계 안에 붙잡혀 있다는 사실을 알게 된다. 전 OSS 정보제공자 토이메이커는 가상 공간에 감금된 상태에서 전 세계 유소년의 정신을 조종하려는 목적에서 게임 오버를 만들었다. 카먼은 홀로 게임 오버 속에 잠입했지만 4단계에서 막히면서 그대로 게임에 매여서 꼼짝할 수 없는 처지가 되어버린 것이다.
이제 주니는 직접 게임 오버 세계에 들어가 최종 단계까지 나아가 카먼을 구출하고 게임을 종료시켜야 한다. 게임을 깨지 못한다면 주니 역시 영원히 게임 안에 갇히게 될 것이다.

## 출연
- 안토니오 반데라스 - 그레고리오 코테즈 역
- 칼라 구지노 - 잉그리드 코테즈 역
- 알렉사 베이가 - 카먼 코테즈 역
- 대릴 서바라 - 주니 코테즈 역
- 리카르도 몬탈반 - 할아버지 밸런틴 아베얀 역
- 홀랜드 테일러 - 할머니 헬가 아베얀 역
- 마이크 저지 - 도너건 기글스 역
- 맷 올리리 - 게리 기글스 역
- 에밀리 오즈먼트 - 거티 기글스, 도너건 딸 역
- 치치 매린 - 필릭스 검 역
- 보비 에드너 - 프랜시스 역
- 코트니 자인스 - 디미트라 역
- 라이언 핑크스턴 - 아널드 역
- 로버트 비토 - 레즈 역
- 대니 트레이호 - 이저도어 "머셰티" 코테즈 역
- 앨런 커밍 - 피건 플루프, 텔레비전 진행자 역
- 토니 셜루브 - 알렉산더 미니언, 플루프 조수 역
- 실베스터 스탤론 - 서배스천 "토이메이커" 요원 역
- 살마 하예크 - 프랜체스카 기글스 역
- 스티브 부세미 - 로메로 역
- 빌 팩스턴 - 딩키 윙크스 역
- 조지 클루니 - 데블린 역
- 일라이자 우드 - 더 가이 역
- 설리나 고메즈 - 물놀이 공원 여자아이 역
- 글렌 파월 - 손가락이 긴 소년 역

## 우리말 녹음
SBS 성우진 (2008년 3월 1일)
- 손정아 - 주니 코테즈(대릴 서바라)
- 이정구 - 토이메이커(실베스터 스탤론)
- 홍시호 - 그레고리오 코테즈(안토니오 반데라스)
- 강희선 - 프랜체스카(살마 하예크)
- 차명화 - 잉그리드 코테즈(칼라 구지노) / 아널드(라이언 핑크스턴) / 게리(맷 올리리)
- 황윤걸 - 도너건 박사(마이크 저지) / 딩키(빌 팩스턴)
- 이진화 - 할머니(홀랜드 테일러) / 디미트라(코트니 자인스)
- 채의진 - 카먼 코테즈(알렉사 베이가) / 거티(에밀리 오즈먼트)
- 박만영 - 데블린(조지 클루니) / 가이(일라이자 우드) / 코테즈(대니 트레이호)
- 정재헌 - 레즈(로버트 비토) / 플루프(앨런 커밍) / 미니언(토니 셜루브) / 로메로(스티브 부세미)
- 방성준 - 할아버지(리카르도 몬탈반) / 필릭스(치치 매린)
- 조현정 - 프랜시스(보비 에드너)